# Thimon von Berlepsch
Thimon Alexander Freiherr von Berlepsch (* 24. Oktober 1978 in Nürnberg) ist ein deutscher Zauberkünstler und Hypnotiseur.

## Leben
Thimon von Berlepsch wurde als zweiter Sohn von Maria-Antonietta Berlepsch, geb. Thuronyi (* 1950) und ihrem Mann, dem Kaufmann Hans-Sittich Graf von Berlepsch (* 1945) geboren. Nach seinen eigenen Aussagen war Ursula Haupt von Buchenrode, eine geborene von Bismarck, seine Urgroßmutter. Er verbrachte seine Kindheit mit drei Brüdern auf dem Familiensitz Schloss Berlepsch bei Witzenhausen; ein Bruder ist der Schauspieler Gabriel von Berlepsch. Die Familie reiste nach Brasilien, Kolumbien, Indien und auf die Philippinen, weshalb er fünf Sprachen fließend spricht.

## Schaffen
Nachdem er im Alter von 13 Jahren beim Spielen auf dem Dachboden einen alten Reisekoffer mit Zauberkünstlerrequisiten und dem Buch „Moderne Salonmagie“ von 1891 entdeckt hatte, begann Berlepsch, sich für die Zauberkunst der Gegenwart zu interessieren. Unter Anleitung seines Mentors Carlhorst Meier gewann er im Alter von 15 Jahren die deutschen Jugendmeisterschaften der Kartenmagie.
Nach Schulabschluss, Ausbildung zum Goldschmied und Zivildienst machte er sein Hobby zum Beruf und arbeitet seither als Zauberkünstler und Hypnotiseur. Für seine Shows lässt er sich von seinen Weltreisen sowie der Salonmagie inspirieren. So findet seine Showreihe „Secret Circle“ in Hotelsuiten mit exakt 23 Teilnehmern (die Symbolzahl der Illuminaten) statt, die Show „Le Jeu“ in der Bibliothek des Soho House Berlin und im Clubroom des Hamburger Hotel The George. Er verstellt beispielsweise Uhren, ohne sie zu berühren, verwandelt einen Zehn-Euro-Schein in einen Hunderter und präsentiert Kartentricks. 
Berlepsch war 2012 Studiogast im NDR Fernsehen, im Bayerischen Fernsehen und bei Rundfunk Berlin-Brandenburg. Im März 2013 gastierte er in der Sendung hier ab vier beim Mitteldeutschen Rundfunk.

## Veröffentlichungen
- Der Magier in uns. Kailash, München 2014, ISBN 978-3-424-63099-2.
- Update für dein Unterbewusstsein: Neues Denken. Neues Handeln. Neues Fühlen. Ariston, München 2020, ISBN 978-3-424-20226-7.